# Suillia laciniata
Suillia laciniata är en tvåvingeart som först beskrevs av Seguy 1910.  Suillia laciniata ingår i släktet Suillia och familjen myllflugor.
Artens utbredningsområde är Tanzania. Inga underarter finns listade i Catalogue of Life.